# Вега де ла Пења (Азалан)
Вега де ла Пења (шп. Vega de la Peña) насеље је у Мексику у савезној држави Веракруз у општини Азалан. Насеље се налази на надморској висини од 340 м.

## Становништво
Према подацима из 2005. године у насељу су живела 4 становника.

### Хронологија
| Година       | 2005 |
| ------------ | ---- |
| Становништво | 4    |

### Попис
| # | Индикатор                        | Вредност |
| - | -------------------------------- | -------- |
| 1 | Укупно појединачних домаћинстава | 1        |